# Claudio Pollio
Pour les articles homonymes, voir Pollio.
Claudio Pollio (né le 27 mai 1958  à Naples) est un lutteur italien spécialiste de la lutte libre. 

## Biographie
Claudio Pollio participe aux Jeux olympiques de 1980 à Moscou et devient champion olympique.

## Palmarès

### Jeux olympiques
- Jeux olympiques de 1980 à Moscou,  Union soviétique
  -  Médaille d'or